# Spargania perpendiculata
Spargania perpendiculata är en fjärilsart som beskrevs av Paul Dognin 1910. Spargania perpendiculata ingår i släktet Spargania och familjen mätare. Inga underarter finns listade i Catalogue of Life.